# 루가강

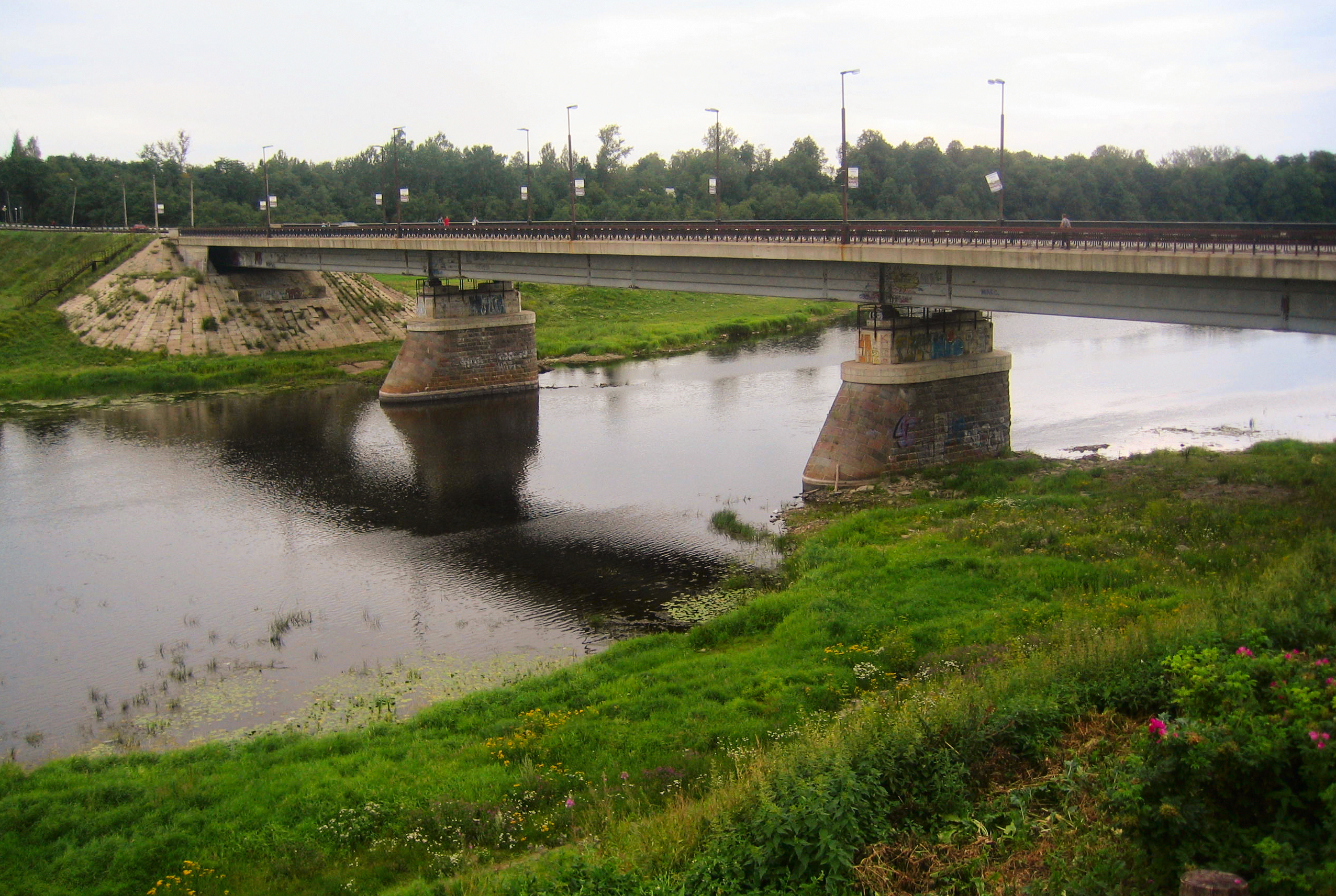
킨기세프를 흐르는 루가강

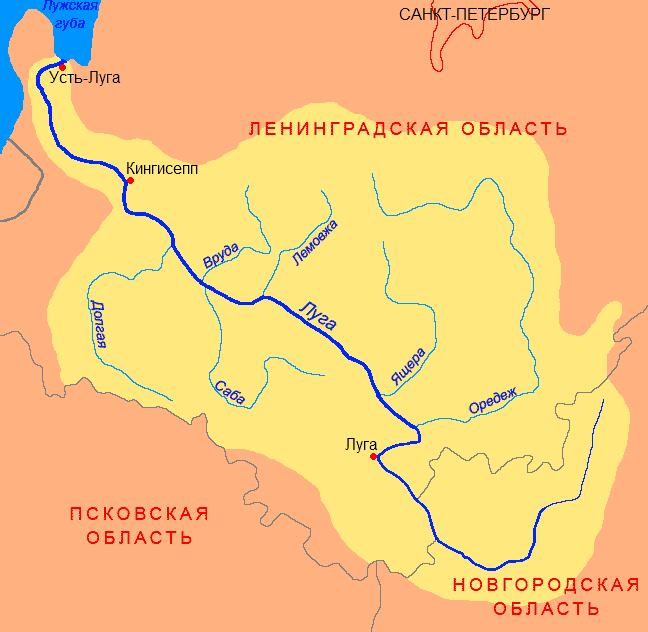
루가강의 유역

루가강(러시아어: Луга)는 러시아 노브고로드주와 레닌그라드주를 흐르는 강으로 길이는 353 km, 유역 면적은 13,200 km2, 평균 유량은 초당 100 m3이다. 핀란드만을 따라 흘러가며 강을 흐르는 주요 도시로는 루가와 킨기세프가 있다. 12월부터 4월까지는 얼음이 언다.